# Йоан Кръстни
Свети Йоан Кръстни (на испански: San Juan de la Cruz) (24 юни 1542 г. – 14 декември 1591 г.) е испански мистик, поет, теолог и католически реформатор. Заедно със Света Тереза Авилска той се счита за основател на ордена на Босите кармелити. Както поезията му, така и творбите му за растежа на душата са считани за върховно постижение на испанската мистична литература и едно от върховните постижения на испанската литература като цяло. Обявен е за един от тридесет и тримата Учители на църквата.

## Живот

### Ранни години
Йоан Кръстни е роден под името Хуан де Йепес Алварез в семейство на покръстени евреи в малкото село Фонтиверос, близо до Авила. Баща му умира докато той е малък и заедно с двамата си по-възрастни братя и майка си Йоан живее в бедност и се мести в различни кастилски села, последното от които е Медина дел Кампо, където отива през 1551 г. Там той работи в болница и учи хуманитарни науки в Йезуитското училище от 1559 до 1563 г. На 24 февруари 1563 г. влиза като послушник в Кармелитския орден, а на следващата година е приет за негов пълноправен член и се мести в Саламанка, където изучава теология и философия в университета Сан Андрес. Тамошният преподавател по изучаване на Библията Луис де Леон е направил противоречив превод на Песен на песните на испански (превеждането на Библията на говорим език по онова време е било забранено в Испания), който може да е повлиял творчеството му.

### Работа с Тереза Авилска
През 1567 г. Йоан е ръкоположен за свещеник и се среща с харизматичната Света Тереза Авилска, която го убеждава в да отложи обмисленото си присъединяване към Картузианския орден, който насърчава уединеното съзерцание, за да се включи в нейните проекти за реформиране на Кармелитския орден. На 28 ноември 1568 г. той започва реформаторската си работа в Дуруело заедно с брат Антонио и градчето се превръща в религиозен център. Св. Йоан работи като помощник на Св. Тереза до 1577 г., основавайки манастири из Испания и участвайки в тяхното управление. Реформите срещат съпротива и Св. Тереза дори не е допусната в някои манастири. Нейните и на Йоан последователи се отличават от нереформираните кармелити като се назовават „боси“, за разлика от „обутите“ кармелити.

### Затвор, писане и смърт
В нощта на 3 срещу 4 декември 1577 г. Йоан Кръстни е затворен от висшестоящи служители на Кармелитския орден заради опитите му да реформира ордена и отказа му да си тръгне и е хвърлен в затвор в Толедо, където е държан в малка задушлива килия, едва достатъчна да побере тялото му и поне веднъж седмично е бичуван пред общността. На 15 август 1578 г. той успява да избяга през малък прозорец на съседна на килията му стая (на предния ден успява да изкърти пантите на вратата, свързваща двете помещения). В затвора Йоан Кръстни успява да съчини голяма част от най-известната си поема Духовна песен. Хартията за писане му е подавана от един от калугерите, които охраняват килията му. След бягството си той продължава да основава манастири за новия орден на Босите кармелити, който основава заедно със Света Тереза Авилска. Умира на 14 декември 1591 г. Творбите му са публикувани за първи път през 1618 г. През 1726 г. Йоан Кръстни е канонизиран от папа Бенедикт XIII. През 1926 г. папа Пий XI го обявява за Учител на църквата. Англиканската църква го почита заедно с Католическата на 14 декември.

## Литературни творби
Свети Йоан Кръстни е считан за един от най-великите поети на испански език. Въпреки че събраната му поезия наброява по-малко от 2500 стиха, две от творбите му, Духовна песен (Cántico espiritual) и Мрачната нощ на душата (Noche oscura del alma) се считат за едни от най-добрите поетични произведения на испански език, както заради стилистичната си гледна точка, така и заради богатия си символизъм и образност.
Духовна песен е еклога, в която булката (символизираща душата) търси младоженеца (представляващ Исус Христос) и е разтревожена от това, че го е загубила. И двамата са изпълнени с радост, когато се събират. Творбата може да се разгледа като испанска версия в свободна форма на Песен на песните.
Тъмната нощ на душата разказва за пътешествието на душата от телесния ѝ дом до единението ѝ с Бог. Тази книга е класическо произведение на християнската мистика. Душата пътува през нощта, която символизира трудностите и бедите, които среща в откъсването си от света и достигането на светлината на единение със Създателя. Душата преминава през няколко стъпала, които са описани в последователни строфи. Основната идея на поемата е за страданията, които хората понасят, търсейки растеж към духовна зрялост и единение с Бог. Година след написването на поемата, през 1586 г., Йоан Кръстни пише коментар, обясняващ поемата стих по стих. Поемата е разделена на две книги, които отразяват двете фази на тъмната нощ. Първата е пречистване на сетивата. Втората фаза е по-интензивна от двата етапа и това е пречистване на духа, което се среща по-рядко, отколкото първия етап. Тъмната нощ на душата допълнително описва десет стъпки по стълбата на мистична любов, преди това описани от Свети Тома от Аквино и частично от Аристотел. Св. Йоан Кръстни пише този шедьовър когато е хвърлен в затвора от неговите събратя кармелити, които се противопоставят на реформата на Ордена.
Свети Йоан също пише четири трактата по мистична теология. Изкачване на планинатата Кармил (Subida Del Monte Carmelo) е систематично изучаване на аскетичния стремеж на душата, която търси съвършено единство, Бог, и мистичните събития, които я съпътстват. Живият пламък на любовта (Llama de amor viva) описва с по-голяма интимност отклика на душата на Божествената любов. Заедно с неговите Сказания за светлината и любовта (Dichos de Luz y Amor) и творбите на Тереза Авилска, тези творби са най-важните мистични произведения на испански език и дълбоко са повлияли на по-късни духовни писатели по целия свят.

## Преводи на български език
- Максими и размисли, София, 1998
- Тъмната нощ, София, 2008
- Максими и духовни съвети, София 2008
- Изкачване на планината Кармил, София 2011
- Духовна песен, София 2013